# Cimetière wisigothique d'Estagel
Le cimetière wisigothique d'Estagel est un regroupement de plus de deux cents tombes datées du Ve siècle et du VIe siècle, comprenant du mobilier de tradition wisigothique et situées à Estagel (Pyrénées-Orientales) dans le Sud de la France. Les tombes sont toutes formées de cinq dalles de schiste enterrées, parfois refermées par une autre dalle monolithique servant de couvercle. Elles ont livré un mobilier pauvre, sans richesse ni armes, mais intéressant pour l'étude de la population rurale du Sud de la Gaule à cette époque, notamment par ses nombreuses similitudes avec les cimetières contemporains situés en Espagne. Le site a été fouillé pendant les années 1940.
Il est classé monument historique en 1936 sous le nom de « cimetière barbare », puis à nouveau en 2005 afin d'actualiser le périmètre de protection.